# Colossendeis arcuata
Colossendeis arcuata is een zeespin uit de familie Colossendeidae. De soort behoort tot het geslacht Colossendeis. Colossendeis arcuata werd in 1885 voor het eerst wetenschappelijk beschreven door A. Milne-Edwards. 